# François-Désiré Mathieu

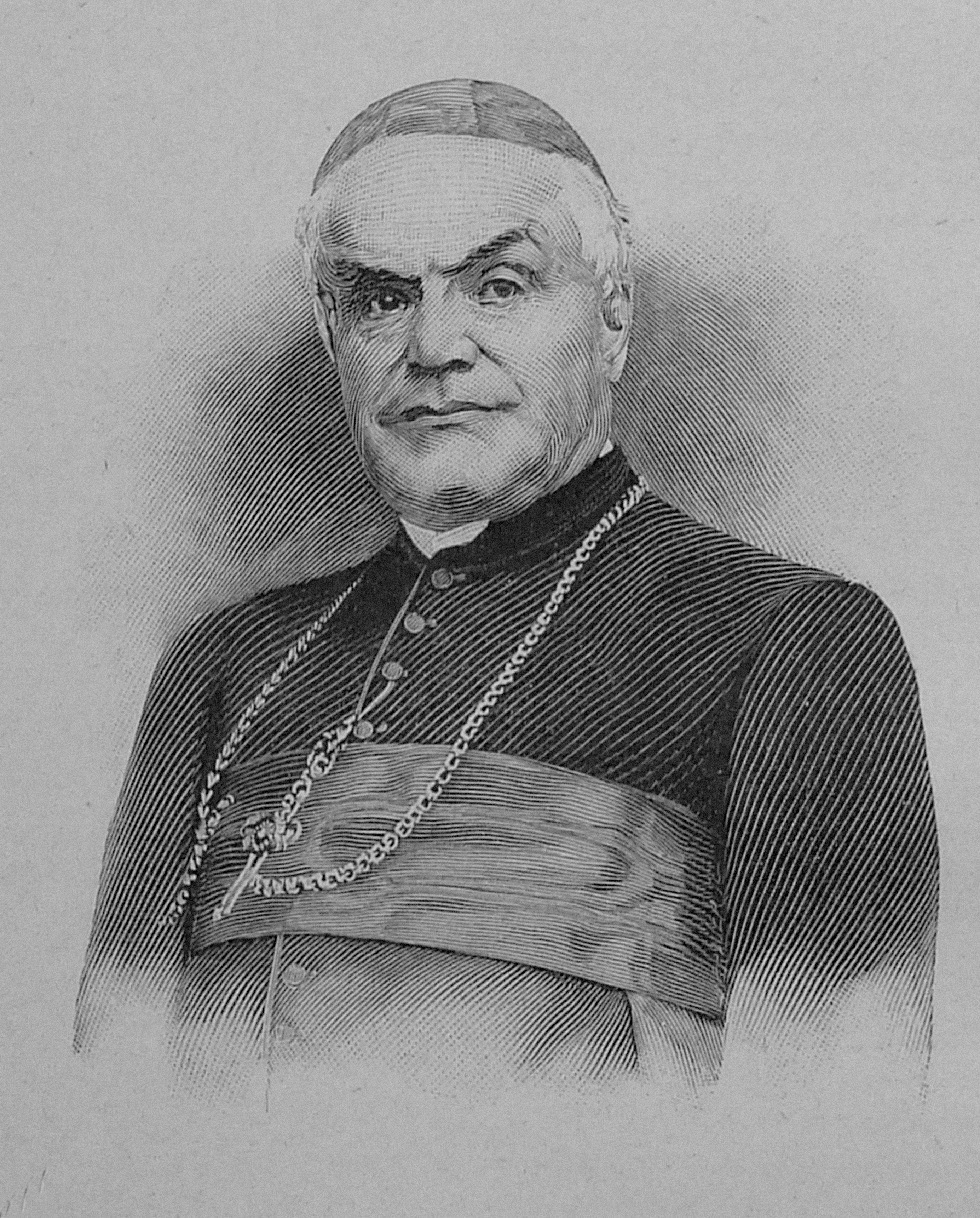
François-Désiré Kardinal Mathieu (1908)

Kardinalswappen

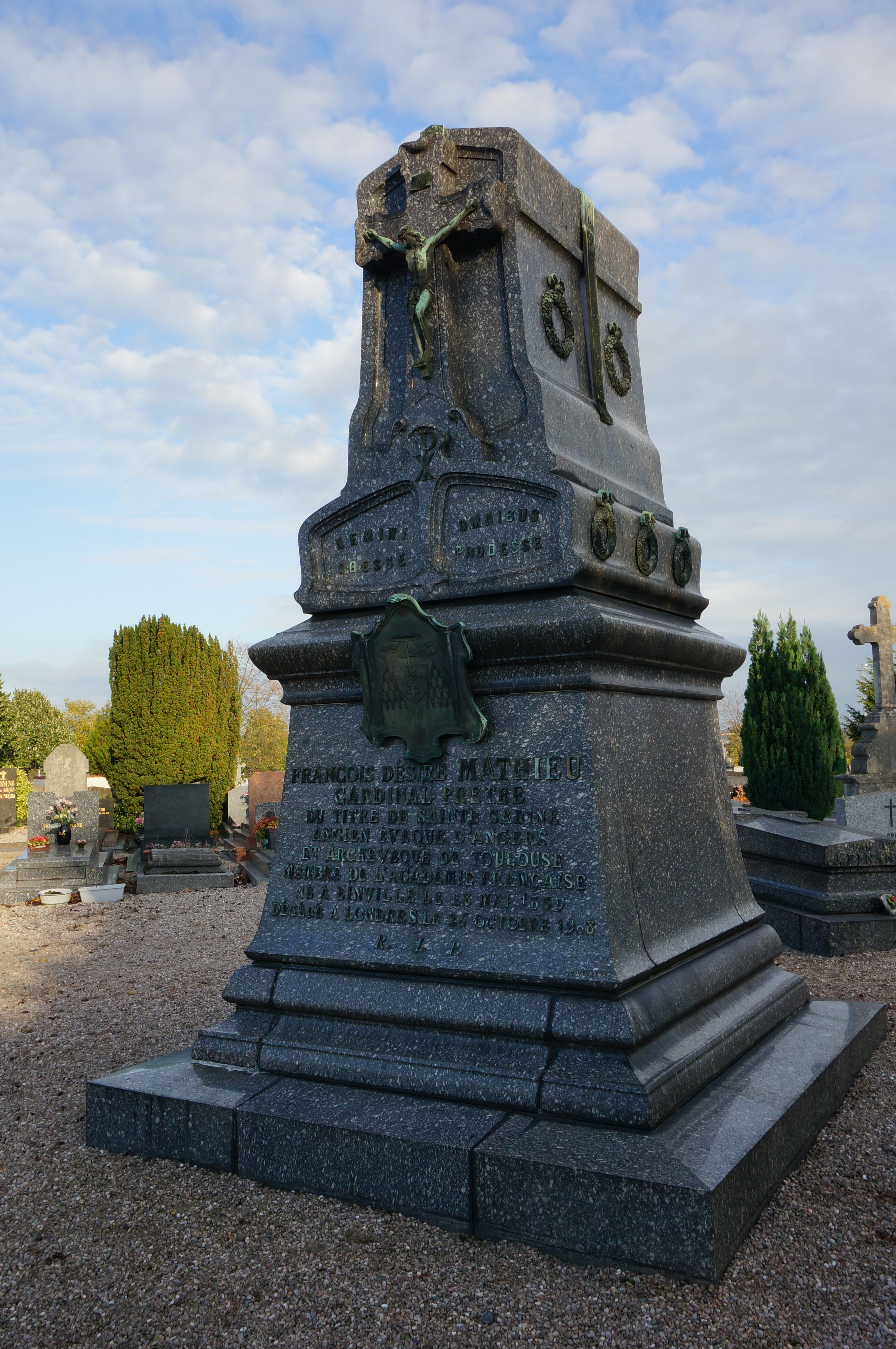
Grabmal des Kardinals auf dem Südfriedhof in Nancy

François-Désiré Kardinal Mathieu (* 27. Mai 1839 in Einville-au-Jard, Bistum Nancy; † 26. Oktober 1908 in London) war Erzbischof von Toulouse, Kurienkardinal und Historiker.

## Leben
Mathieu studierte bis 1859 Literatur in Nancy. Vier Jahre später, am 30. Mai 1863, erhielt er die Priesterweihe. Schon seit 1860 hatte er Geschichte und Literatur am Seminar Pont-à-Mousson unterrichtet, wo er früher auch studiert hatte. Nachdem er dies bis 1879 getan hatte, wurde er Kaplan an einem Nonnenkloster der Dominikaner, wo er 1883 auch Kanonikus wurde. 1890 kehrte Mathieu nach Pont-à-Mousson zurück, um dort wichtige pastorale Tätigkeiten auszuüben.

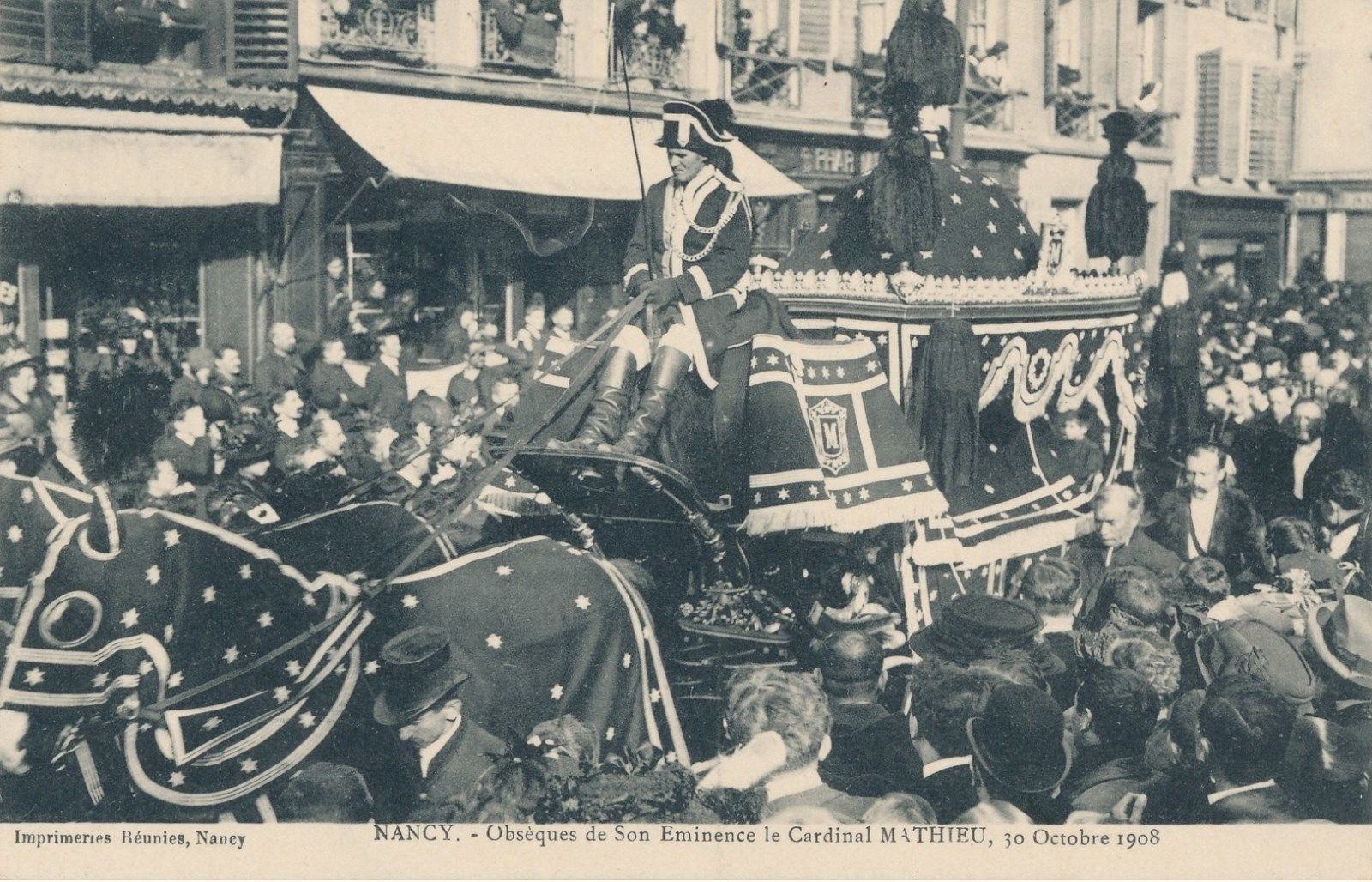
Trauerzug mit dem Sarg des Kardinals in Nancy am Begräbnistag (30. Oktober 1908)

Drei Jahre später wurde er zum Bischof von Angers ernannt. Die Bischofsweihe spendete ihm am 19. März desselben Jahres Kardinal Guillaume-René Meignan (1817–1896), der damalige Erzbischof von Tours. Am 25. Juni 1896 wurde er als Nachfolger Kardinal Desprezs Erzbischof von Toulouse. Bereits drei Wochen zuvor hatte ihn die französische Regierung für diesen Posten empfohlen. Als Bischof machte sich Mathieu in seinen Bistümern um die freien Universitäten Angers und Toulouse verdient. Am 19. Juni 1899 wurde er von Papst Leo XIII. ins Kardinalskollegium aufgenommen und am 22. Juni d. J. Kardinalpriester von Santa Sabina. Der Papst überredete ihn dazu, in Rom zu bleiben. So gab Kardinal Mathieu im November 1899 die Leitung des Erzbistums Toulouse ab. Er nahm am Konklave 1903 teil, in dem Pius X. gewählt wurde. Der neue Papst ernannte ihn im März 1905 zum Kämmerer des Kardinalskollegiums, was er knapp ein Jahr blieb. Nach dem Tod des Kardinals Adolphe Perraud wurde Kardinal Mathieu 1906 Mitglied der Académie française. 1907 gab er zahlreiche Veröffentlichungen bekannt. Der bekannte Akademiker nahm 1908 auch am internationalen Eucharistischen Weltkongress in London teil. Nach schweren Leberbeschwerden musste er operiert werden und starb schließlich mit 69 Jahren.
Kardinal Mathieu galt als kluger Vertreter französischer Interessen. Freimütig im Urteil, warnte er jedoch frühzeitig vor manchen Auffassungen Alfred Loisys.

## Werke (Auswahl)
- De Joannis abbatis Gorziensis vita, Nancy 1878
- Le Concordat de 1801 ses origenes, son histoire, Paris 1903
- Les derniers jours de Léon XIII et le Conclave de 1903. In: Revue des Deux Mondes, 5. Folge 20, Paris 1904, S. 241–285.